# 이스크라 작전
이스크라 작전(러시아어: операция Искра)은 제2차 세계 대전 중 1943년 1월에 소련이 독일 국방군의 레닌그라드 포위전을 깨기 위해 수행한 군사 작전이다. 작전 계획은 시냐비노 공세 실패 직후 시작되었다. 1942년 말 스탈린그라드 전투에서의 독일의 패배는 독일 전선을 약화시켰다. 1943년 1월까지 소련군은 특히 러시아 남부의 독일-소련 전선 전체에서 공세 작전을 계획하거나 수행하고 있었다. 이스크라 작전은 1942년-1943년 소련의 더 넓은 겨울 역공세의 북부 부분을 형성했다.
이 작전은 1943년 1월 12일부터 30일까지 붉은 군대의 레닌그라드 전선군, 볼호프 전선군, 그리고 발트 함대가 레닌그라드로의 육로 연결을 목표로 수행했다. 소련군은 1월 18일에 연결되었고, 1월 22일까지 전선은 안정되었다. 이 작전은 폭 8–10 km (5.0–6.2 mi)의 육상 회랑을 도시로 성공적으로 열었다. 회랑을 통해 철도가 신속하게 건설되어 라도가호의 얼어붙은 표면을 가로지르는 생명의 길보다 더 많은 보급품이 도시에 도달할 수 있게 되었고, 이는 도시 함락과 독일-핀란드 연결 가능성을 크게 줄였다.
이 성공은 2주도 채 되지 않아 폴랴르나야 즈베즈다 작전으로 이어졌는데, 이는 북부집단군을 결정적으로 격파하고 포위를 완전히 해제하는 것을 목표로 했다. 폴랴르나야 즈베즈다 작전은 최소한의 진전만을 이루며 실패했다. 소련군은 1943년에 공세를 재개하고 포위를 완전히 해제하기 위해 여러 차례 다른 시도를 했지만, 각각 미미한 진전만을 이루었다. 회랑은 독일 포병의 사정권 내에 남아 있었고, 붉은 군대는 1년 후인 1944년 1월 27일까지 마침내 포위를 해제하지 못했다.

## 배경
레닌그라드 포위전은 1941년 초가을에 시작되었다. 1941년 9월 8일까지 독일군과 핀란드군은 도시를 포위하여 레닌그라드와 그 교외로 향하는 모든 보급로를 차단했다. 그러나 도시를 향한 원래의 진격은 실패했고 도시는 포위 공격을 받았다. 1942년 동안 봉쇄를 뚫기 위한 여러 시도가 있었지만 모두 실패했다. 마지막 시도는 시냐비노 공세였다. 시냐비노 공세의 패배 후, 전선은 공세 이전으로 돌아갔고, 레오니트 고보로프의 레닌그라드 전선군과 키릴 메레츠코프의 볼호프 전선군을 16 km (9.9 mi)가 다시 분리시켰다.
이전 작전들의 실패에도 불구하고, 레닌그라드 포위 공격을 해제하는 것은 매우 높은 우선순위였기 때문에 1942년 11월에 새로운 공격 준비가 시작되었다. 12월에, 이 작전은 스탑카에 의해 승인되었고 "이스크라"(불꽃)라는 암호명을 받았다. 작전은 1943년 1월에 시작될 예정이었다.
1943년 1월까지 소련에게 상황은 개선되고 있었다. 스탈린그라드 전투에서의 독일의 패배는 독일 전선을 약화시켰다. 소련군은 전선 전체, 특히 러시아 남서부에서 공세 작전을 계획하거나 수행하고 있었다. 이러한 상황 속에서 이스크라 작전은 독일 북부집단군에게 결정적인 패배를 가하는 것을 목표로 하는 여러 공세 작전 중 첫 번째가 되었다.

## 준비
라도가호 남쪽 지역은 숲이 우거진 습지대(특히 이탄 퇴적물)가 많은 곳이다. 숲은 양측을 시각 관측으로부터 보호했다. 두 가지 요인 모두 이 지역에서 포병과 차량의 이동성을 크게 방해하여 방어군에게 상당한 이점을 제공했다. 시냐비노 고지는 주변 평탄한 지형보다 150 m (490 ft) 높은 지형으로 중요한 위치였다. 봉쇄가 설정된 이후 전선이 거의 변하지 않았기 때문에 독일군은 서로 연결된 참호와 장애물, 상호 연결된 포병 및 박격포 사격의 광범위한 네트워크를 구축했다. 네바강은 부분적으로 얼어 보병이 건널 수 있었다.

### 독일의 준비
독일군은 봉쇄를 뚫는 것이 소련에게 매우 중요하다는 것을 잘 알고 있었다. 그러나 스탈린그라드에서의 역전과 레닌그라드 남쪽의 벨리키예 루키에서의 소련 공세로 인해 북부집단군은 방어로 전환하라는 명령을 받았고 많은 병력을 박탈당했다. 1942년 9월 레닌그라드 공격을 주도하고 마지막 소련 공세를 저지했던 제11군은 10월에 중앙집단군으로 이동되었다. 다른 9개 사단도 다른 전역으로 재배치되었다.
소련군의 공세가 시작될 때 게오르크 린데만이 이끄는 독일 제18군은 450 km (280 mi) 폭의 전선에 걸쳐 26개 사단으로 구성되어 있었다. 이 군은 매우 얇게 펼쳐져 있었고 결과적으로 사단급 예비대가 없었다. 대신 각 사단은 1~2개 대대의 전술 예비대를 보유했고, 군 예비대는 제96보병사단과 제5산악사단의 일부로 구성되었다. 제1항공함대는 군에 항공 지원을 제공했다.
5개 사단과 다른 1개 사단의 일부가 소련 레닌그라드 및 볼호프 전선군을 분리하는 좁은 회랑을 지키고 있었다. 이 회랑은 폭이 16 km (9.9 mi)에 불과했으며 "병목"이라고 불렸다. 독일 사단은 1941년 9월 이래로 전선이 거의 변하지 않았던 이 지역에서 잘 요새화되어 소련 공세를 격퇴하기를 바랐다.

### 소련의 준비

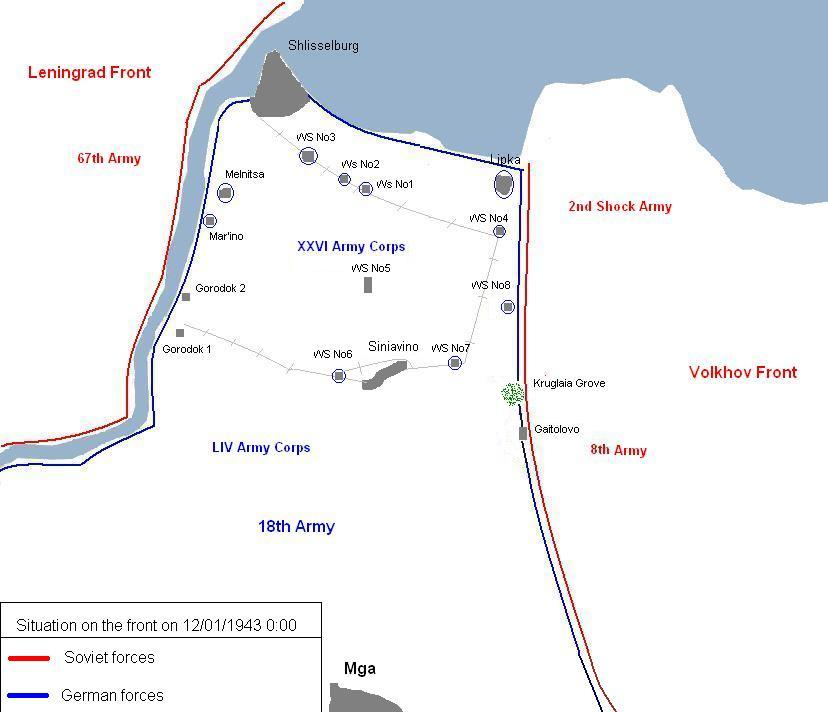
1월 11일 전선 상황

이스크라 작전 계획은 12월에 승인되었다.
볼호프 전선군과 레닌그라드 전선군의 연합 노력으로 립카, 가이톨로보, 두브로프카, 실리셀부르크 지역에서 적을 격파하고 레닌그라드 봉쇄를 뚫는다. 1943년 1월 말까지 작전을 완료한다.
이는 "병목"을 재탈환하고 레닌그라드까지 10 km (6.2 mi) 회랑을 여는 것을 의미했다. 그 후 두 전선군은 10일간 휴식을 취하고 추가 작전에서 남쪽으로 공세를 재개할 예정이었다.
이전 시냐비노 공세와의 가장 큰 차이점은 주 공격 위치였다. 1942년 9월 소련군은 시냐비노 마을 남쪽을 공격하여 잠재적으로 여러 독일 사단을 포위할 수 있었지만, 동시에 북쪽에서의 측면 공격에 군을 노출시켰고, 이것이 궁극적으로 공세 실패의 원인이 되었다. 1943년 1월에는 공세가 시냐비노 북쪽, 라도가호 해안에 더 가까이에서 수행되어 측면 공격의 위협을 제거하고 성공 가능성을 높였지만, 소련군은 "병목"에 있는 대부분의 독일군을 포위하려는 생각을 포기할 수밖에 없었다.
공세는 레닌그라드 전선군의 제67군과 볼호프 전선군의 제2충격군이 각각 미하일 두하노프 소장과 블라디미르 로마노프스키 중장이 지휘하여 수행될 예정이었다. 표도르 스타리코프 중장이 지휘하는 제8군은 제2충격군의 측면에 제한적인 공세를 펼치고 다른 곳에서는 방어할 예정이었다. 제13항공군과 제14항공군이 항공 지원을 제공했다.
두 전선군은 12월을 공세 훈련과 준비에 보냈고 상당한 증원군을 받았다. 여기에는 보급 및 추가 소총 사단과 여단뿐만 아니라 독일의 강력한 방어선을 뚫는 데 필수적인 상당한 추가 포병 및 공병 부대가 포함되었다. 전문 겨울 부대에는 3개 스키 여단과 4개 아에로사니 대대가 포함되었다. 소련군이 이전 공세에서 부족했던 제공권을 확보하기 위해 이 지역의 항공력은 주로 전투기 위주로 총 800대 이상으로 증강되었다. 대규모 전차 부대는 습지에서 잘 운용될 수 없었으므로 전차 부대는 주로 사단을 강화하는 대대 또는 독립적으로 운용될 약간 더 큰 여단으로 사용되었다.
원래 작전은 1월 1일에 시작될 예정이었으나, 네바강의 얼음 상태가 좋지 않아 공세가 1월 12일까지 지연되었다. 독일군에게 작전의 세부 사항이 드러나는 것을 막기 위해 여러 조치가 취해졌다. 제한된 수의 고위 장교만이 계획에 참여했으며, 모든 재배치는 악천후나 밤에 이루어졌고, 독일군을 혼란시키기 위해 다른 곳에서 모의 공격 준비가 이루어졌다.
1월 10일, 스탑카는 게오르기 주코프를 전투를 조율하기 위한 대표로 파견했다. 소총 사단은 1월 11일에 공격 개시 위치를 점령했고, 제1진 전차는 1월 12일 초에 전방 위치로 이동했다.

## 전투

### 전투 개시

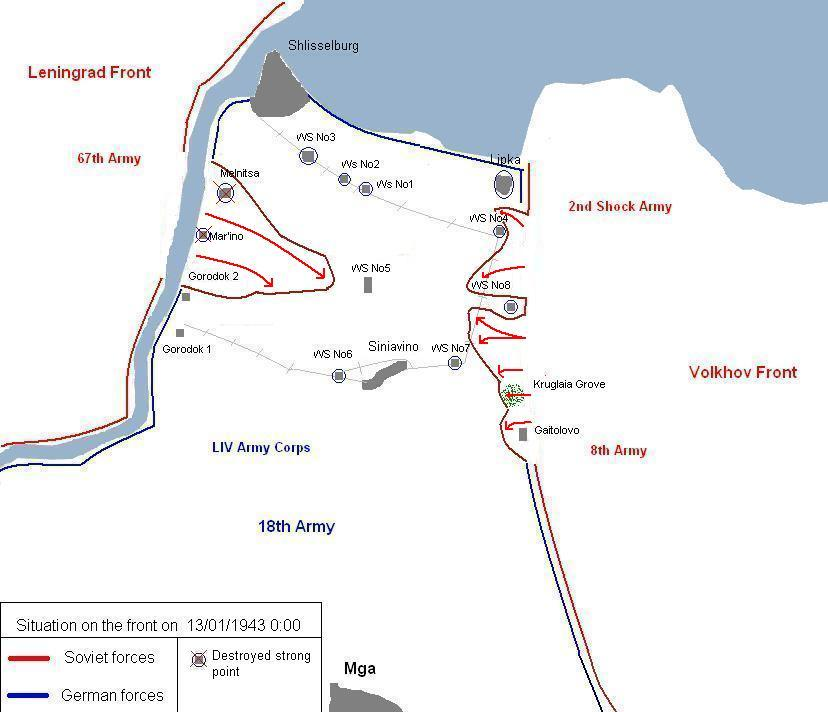
1월 12일 소련군 진격

작전 시작 전날 밤, 소련 야간 폭격기는 독일 지휘 통제를 방해하기 위해 독일 사단 본부와 포병 진지를 공격했다. 폭격기는 또한 독일 비행장과 통신 센터를 공격하여 증원군의 흐름을 방해했다. 이스크라 작전은 1월 12일 9시 30분에 시작되었는데, 두 소련 전선군이 병목의 서쪽에서 거의 2시간 30분, 동쪽에서 거의 2시간 동안 포병 준비 사격을 시작했다. 소련군의 공격은 포병 준비 사격이 끝나기 5분 전에 카튜샤 포격과 함께 시작되어 그 효과를 최대한 활용했다.
레닌그라드 전선군은 실리셀부르크와 고로도크 1 사이에서 가장 큰 성공을 거두었는데, 소련 제136 및 제268소총사단이 지원 전차와 포병과 함께 약 5 km (3.1 mi) 폭과 3 km (1.9 mi) 깊이의 교두보를 점령했다. 18시에 공병들은 2선 병력이 전진할 수 있도록 마리노 근처에 다리를 건설했다. 실리셀부르크 북쪽 공격은 실패했고, 고로도크 남쪽 공격은 독일 참호선 1개만 점령하는 데 그쳤다. 저녁이 되자 전선 사령부는 형성된 교두보를 활용하기로 결정했고, 네바강을 건너 실리셀부르크를 공격하던 병력은 강을 건너 남쪽에서 공격하기 위해 재배치되었다.
볼호프 전선군의 공격은 제2충격군 병력이 립카와 노동자 정착지 8호의 독일 요새를 포위했지만 파괴하지 못하면서 성공이 덜했다. 후자는 700명의 수비대와 16개의 벙커를 갖춘 인상적인 방어 진지였다. 이 요새들로부터의 강력한 측면 공격은 더 이상의 진격을 막았지만, 제2충격군은 이 지점들 사이에 2 km (1.2 mi) 깊이로 독일 방어선을 뚫었다. 더 남쪽으로, 노동자 정착지 8호와 크루글라야 숲 사이의 진격은 1–2 km (0.62–1.24 mi) 깊이였고, 훨씬 더 남쪽에서는 제8군의 측면 공격이 독일 참호선 1개만 점령하는 데 성공했다.
독일군은 밤새 예비 병력을 이 지역에 배치하여 대응했다. 제170보병사단을 서쪽으로 강화하기 위해 제96보병사단의 5개 대대로 구성된 즉흥 전투단이 포병과 4대의 티거 전차의 지원을 받아 고로도크 2호로 이동했다. 제227보병사단을 지원하기 위해 제96보병사단의 대대를 사용하여 유사한 또 다른 전투단이 노동자 정착지 1호로 파견되었다.

### 소련군의 진격

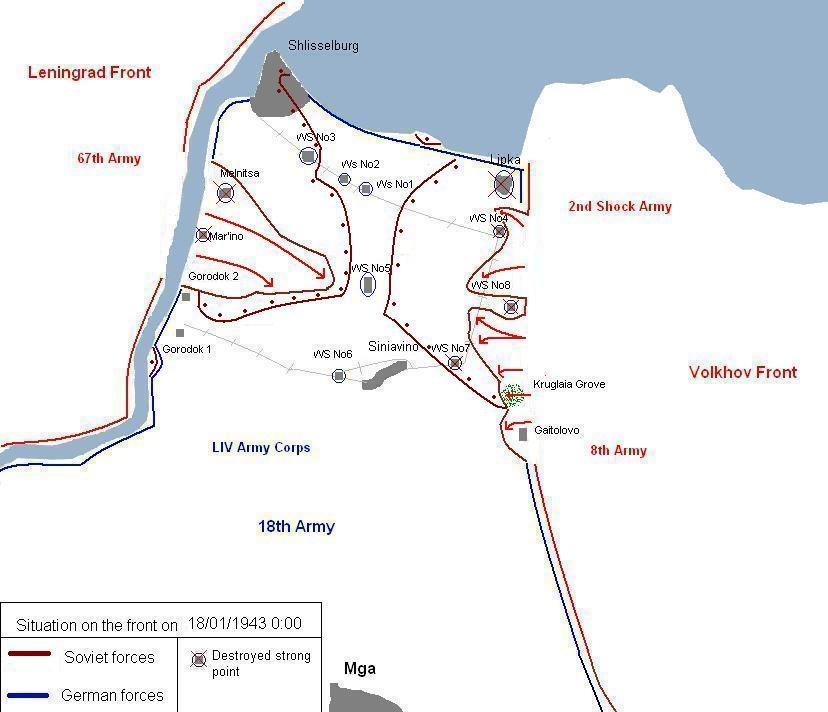
1월 18일 소련군 진격

다음 5일 동안 소련군은 독일군의 강력한 방어선을 뚫고 독일군의 반격을 격퇴하면서 매우 치열한 전투를 벌였다. 1월 13일, 악천후로 인해 소련군은 공군을 사용할 수 없었다. 그날 그들은 거의 전진하지 못했고 막대한 손실을 입었다. 독일군은 반격이 소련군을 격퇴하는 데 실패하자, 전선의 조용한 부분에서 사단 일부를 이용하여 전투단을 편성하여 이 지역을 더욱 강화하기 시작했다. 여기에는 제1보병사단, 제61보병사단, 제5산악사단, SS 경찰사단의 전투단이 포함되었다.
1월 14일, 날씨가 다시 항공 지원을 허용할 만큼 개선되었고, 소련군의 진격은 비록 느리지만 재개되었다. 립카의 요새 포위를 가속화하기 위해 소련군은 라도가호의 얼음을 건너 독일 후방을 공격하는 제12스키여단을 사용했다. 그날 말까지 립카와 실리셀부르크 지역의 독일군은 나머지 독일군으로부터 거의 완전히 차단되었다.
1월 15일부터 17일까지, 소련 전선군들은 서로를 향해 싸우며 노동자 정착지 3호, 4호, 7호, 8호의 요새와 실리셀부르크 대부분을 점령했다. 1월 17일 말까지 그들은 노동자 정착지 1호와 5호 사이에서 불과 1.5–2 km (0.93–1.24 mi) 떨어져 있었다. 1월 15일, 고보로프는 상급대장으로 진급했다.

### 연결 및 육상 회랑

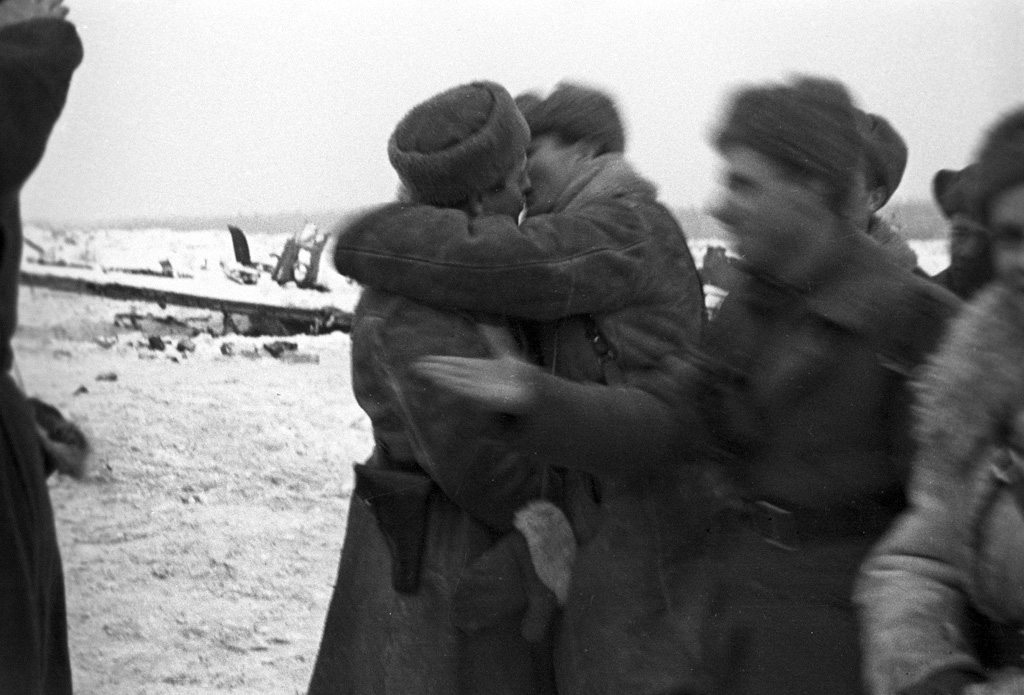
레닌그라드 전선군과 볼호프 전선군의 연결

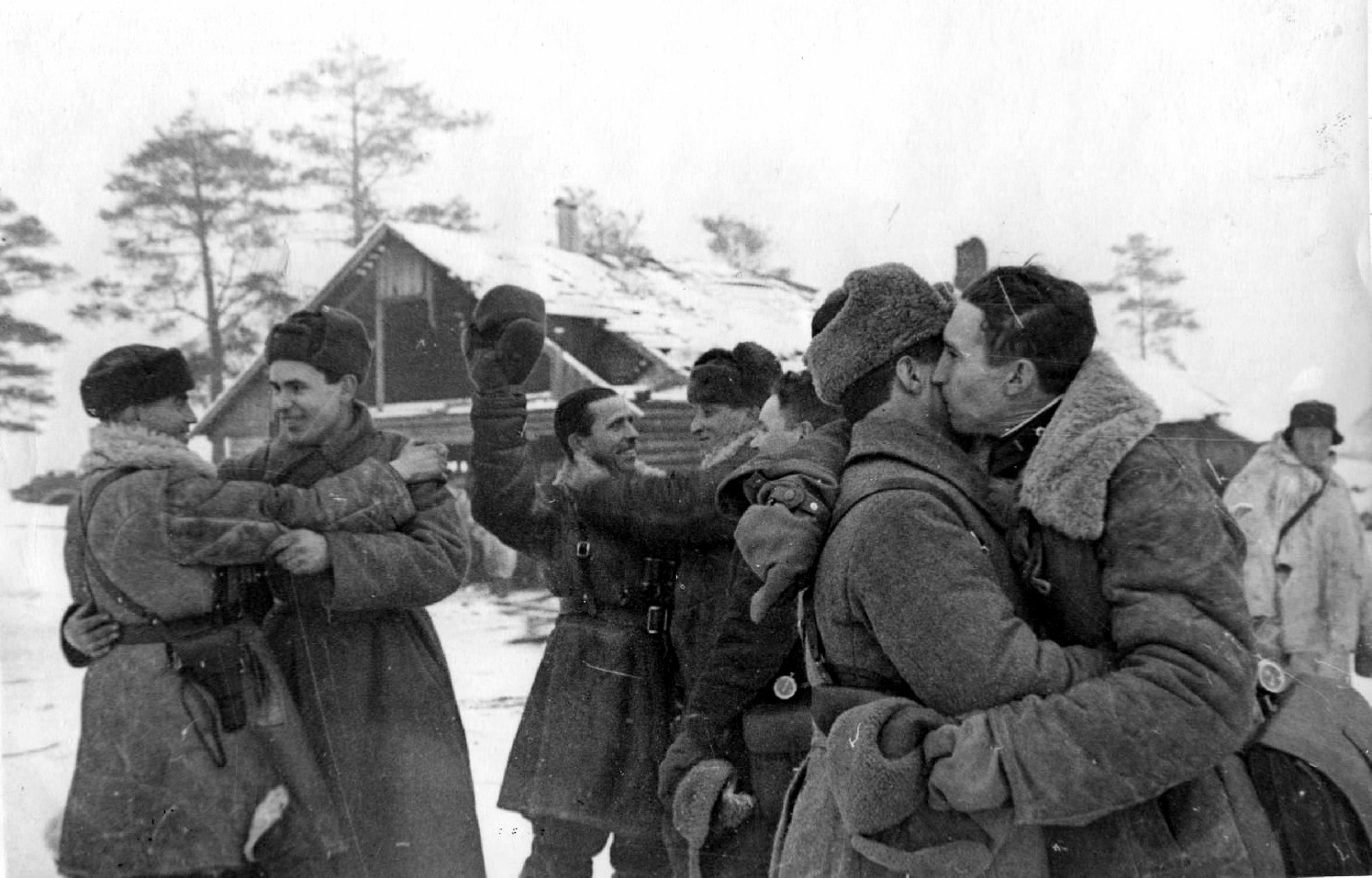
노동자 정착지 1호에서의 전선 연결

1월 18일 9시 30분, 제67군 제123소총사단과 제2충격군 제372소총사단의 선봉대가 노동자 정착지 1호 근처에서 연결되었고, 이로써 기술적으로 봉쇄가 해제되었고 레닌그라드 포위전의 중요한 날이 되었다.
정착지 북쪽의 독일군은 차단되었다. 제61보병사단장인 휘너 중장이 지휘하는 두 전투단으로 구성된 휘너 그룹은 노동자 정착지 1호와 5호 사이의 회랑을 유지할 예정이었으나 더 이상 할 수 없었다. 그날 늦게 소련군은 강력한 독일군 반격을 격퇴한 후 노동자 정착지 5호를 점령했다. 제67군 제136소총사단과 제2충격군 제18소총사단의 선봉대가 11시 45분에 정착지 북쪽에서 연결되었다. 휘너 그룹도 차단되어 주요 소련군이 도착하여 돌파가 불가능해지기 전에 숲이 우거진 지역을 통해 시냐비노로 탈출하라는 명령을 받았다. 휘너 그룹은 포병과 중장비를 버리고 1월 19일에 시냐비노에 도착하기 전에 "화염의 통로"를 통과했다. 탈출은 양측 모두에게 큰 대가를 치르게 했다. 오후 초까지 소련군은 실리셀부르크와 립카에서 독일군을 소탕하고 라도가호 남쪽 숲에 남아 있는 병력을 제거하기 시작했다.
1월 19일부터 21일까지 소련군은 포위된 독일군을 소탕하고 시냐비노를 향해 남쪽으로 공세를 확대하려고 했다. 그러나 제18군은 SS 경찰, 제21보병사단, 그리고 곧이어 제11보병사단과 제28엽병사단으로 그곳의 진지를 상당히 강화했다. 소련군은 노동자 정착지 6호를 점령했지만 더 이상 진격할 수 없었다.

### 전선 안정, 철도 건설
이스크라 작전의 결과로 1월 21일 이후 전선에 변화는 없었다. 소련군은 더 이상 진격할 수 없었고, 대신 독일군의 봉쇄 재설정 시도를 저지하기 위해 해당 지역을 요새화하기 시작했다. 1월 21일, 레닌그라드를 점령된 회랑을 통해 나머지 국가와 연결하는 철도 건설 작업이 시작되었다. 1월 18일에 작성된 국가방위위원회의 계획은 20일 안에 건설을 완료하도록 명령했다. 작업은 예정보다 빨리 완료되었고, 2월 6일에 열차가 보급품을 수송하기 시작했다. 작전은 1월 30일에 공식적으로 종료되었다.

## 여파
이스크라 작전은 소련군에게 전략적인 승리였다. 군사적 관점에서, 이 작전은 도시 함락과 독일-핀란드 연합 가능성을 제거했는데, 이는 레닌그라드 전선군이 이제 매우 잘 보급되고 강화되었으며 볼호프 전선군과 더 긴밀하게 협력할 수 있었기 때문이다. 민간인들에게는 이 작전이 더 많은 식량을 도시로 들여올 수 있게 했고, 개선된 조건과 더 많은 민간인을 도시에서 대피시킬 수 있는 가능성을 의미했다. 봉쇄를 깨뜨린 것은 중요한 전략적 효과도 있었지만, 이는 며칠 후 스탈린그라드에서 독일 제6군의 항복으로 가려졌다. 특히, 소련군이 처음으로 노획한 티거 전차는 이 전투에서 확보되었다. 그것은 손상되지 않았고 평가를 위해 소련군에 의해 대피되었다.
승리는 1월 15일에 상급대장으로 진급한 고보로프와 1월 18일에 소비에트 연방원수로 진급한 주코프에게 승진을 가져다주었다. 또한 고보로프와 메레츠코프는 1월 28일에 수보로프 훈장 1급을 받았다. 제136소총사단과 제327소총사단은 각각 제63친위소총사단과 제64친위소총사단으로 지정되었고, 제61전차여단은 제30친위전차여단으로 지정되었다.
독일군 측에서는 이 전투로 인해 제18군이 매우 넓게 펼쳐지고 지쳤다. 충분한 증원군이 부족하여 북부집단군 사령부는 데먠스크 포위전 돌출부를 철수하여 전선을 단축하기로 결정했다. 이 돌출부는 몇 달 동안 포위되었음에도 불구하고 1942년 내내 유지되었는데, 이는 중요한 전략적 교두보였기 때문이다. 르제프 전투 돌출부(역시 1943년 봄에 철수됨)와 함께 잠재적으로 많은 수의 소련군을 포위하는 데 사용될 수 있었다. 그러나 전개된 상황에서는 이를 유지하는 것이 더 이상 불가능했다.
그럼에도 불구하고 스탑카는 이스크라 작전이 미완성임을 알고 있었다. 개통된 회랑은 좁고 여전히 독일 포병의 사정권 내에 있었으며, 시냐비노의 중요한 고지와 요새는 독일의 통제하에 남아 있었다. 이로 인해 주코프는 폴랴르나야 즈베즈다 작전(북극성)을 계획했다. 이 훨씬 더 야심찬 공격 작전은 북부집단군을 결정적으로 격파하는 것을 목표로 했지만, 초기에 좌초되었다. 소련군은 1943년에 이 지역에서 여러 차례 다른 공세를 수행하여 회랑을 서서히 확장하고 다른 작은 이득을 얻은 후 마침내 9월에 시냐비노를 점령했다. 그러나 도시는 1944년 1월 레닌그라드-노브고로드 공세가 독일 전선을 돌파하여 포위를 완전히 해제할 때까지 적어도 부분적인 포위와 공중 및 포병 포격에 시달렸다.

## 내용주
1. 1 2  Glantz p. 259
2. ↑  Glantz pp. 284–285
3. 1 2 3 4  Glantz p. 284
4. ↑  Glantz p. 366
5. ↑  Isayev p. 441
6. 1 2  Glantz p. 264
7. ↑  Glantz p. 265
8. ↑  Glantz pp.216–217
9. 1 2  Glantz p. 263
10. ↑  Glantz p. 262
11. 1 2 3  Isayev p. 444
12. ↑  Glantz p. 268
13. 1 2  Glantz p. 266
14. ↑  Glantz pp. 269–270
15. ↑  Glantz p. 272
16. ↑  Glantz p. 273
17. ↑  Isayev p.454
18. 1 2  Glantz p.274
19. 1 2  Isayev p.455
20. ↑  Glantz p.277
21. ↑  Isayev pp.456–457
22. ↑  Glantz p.280
23. 1 2  Isayev p.457
24. ↑  Glantz pp.281–282
25. ↑  Kiselev p. 140
26. ↑  Glantz p.282
27. ↑  Glantz p.283
28. ↑  Isayev p.461
29. ↑  Panzerkampfwagen VI Tiger Ausf. E Sd. Kfz. 181 보관됨 3 7월 2009 - 웨이백 머신 achtungpanzer.com
30. ↑  Glantz p. 285
31. ↑  Isayev p. 467
32. ↑  Glantz p. 323
33. ↑  Glantz p.303

## 추가 자료
- Glantz, David M. (2005). 《Leningrad: City Under Siege 1941–1944》. Grange Books. ISBN 1840137983. 2023년 1월 18일에 원본 문서에서 보존된 문서. 2020년 3월 18일에 확인함.
- Haupt, Werner (1997). 《Army Group North. The Wehrmacht in Russia 1941–1945》. Schiffer Publishing, 앳글렌, 펜실베이니아. ISBN 0764301829.
- Krivosheev, Grigoriy (2001). “Россия и СССР в войнах XX века: Потери вооруженных сил: Статистическое исследование” [20세기 전쟁에서의 러시아와 소련: 무장 세력의 손실: 통계 연구] (러시아어). 2021년 2월 24일에 원본 문서에서 보존된 문서. 2011년 1월 3일에 확인함. Google 번역 보관됨 7 3월 2017 - 웨이백 머신
- Meretskov, Kirill (1971). 《На службе народу (in Russian) 인민을 위한 봉사》. Imported Publications, Incorporated, (영어 번역본). ISBN 0828504946. 2012년 1월 14일에 원본 문서에서 보존된 문서. 2020년 3월 18일에 확인함.